# Primera categoria del Campionat de Catalunya de futbol 1903-1904
Resultats de la lliga de Primera categoria del Campionat de Catalunya de futbol 1903-1904.

## Sistema de competició
En reunió celebrada el 16 d'octubre de 1903, l'Associació Clubs de Foot-ball pren l'acord, de cara a la temporada 1903-04, d'atorgar la copa Macaya en propietat entre els campions de les tres edicions anteriors —Hispània, Barcelona i Espanyol— i oferir un segon trofeu, la Copa Torino, entre tots els altres equips. Els dos equips guanyadors, però, no sortirien de tornejos separats sinó que s'utilitzaria la mateixa lliga. En definitiva: una lliga, dos campions. És aquí on per primer cop apareix el concepte de categoria, el primer pas de l'Associació per segregar els equips grans dels modestos, i que tres anys més tard veuríem implementat amb el naixement de la Segona categoria a la temporada 1906-07.
L'Hispània es dissolgué el 19 de novembre de 1903 i no arribà a participar en l'edició d'enguany. Això deixava la lluita per la Copa Macaya (Primera categoria) en un duel entre Espanyol i Barcelona, que es decidí finalment pels blanc-i-blaus. La Copa Torino (Segona categoria) fou per l'Internacional després d'un partit de desempat amb el Català.
La lliga la van començar a disputar 10 equips: Club Espanyol de Foot-ball, Foot-ball Club Barcelona, Foot-ball Club Internacional, Català Foot-ball Club, Salut Sport Club, Joventut Foot-ball Club, Foot-ball Club Sant Gervasi, Foot-ball Club X, Ibèria Sport Club i Ibèric, segons els noms de l'època. L'Ibèria, això no obstant, renuncià a la segona volta i tots els partits on intervenia foren anul·lats, tant a la primera com a la segona volta.

## Classificació
| Pos | Equip             | PJ | PG | PE | PP | GF | GC | DG  | Pts | Classificació |       | Club Deportiu Espanyol | Futbol Club Internacional | Català Futbol Club | Futbol Club Barcelona | Salut Sport Club | Joventut FC | FC Sant Gervasi | X Sporting Club | Ibèric | Ibèria SC |
| --- | ----------------- | -- | -- | -- | -- | -- | -- | --- | --- | ------------- | ----- | ---------------------- | ------------------------- | ------------------ | --------------------- | ---------------- | ----------- | --------------- | --------------- | ------ | --------- |
| 1   | Club Espanyol (C) | 16 | 15 | 1  | 0  | 83 | 15 | +68 | 31  | Campió        |       | —                      | 5–0                       | 2–0                | 4–1                   | 7–2              | 18–0        | 15–1            | (c/p)           | 9–0    |           |
| 2   | FC Internacional  | 16 | 12 | 1  | 3  | 68 | 15 | +53 | 25  |               |       | 2–6                    | —                         | 1–2                | 1–1                   | (c/p)            | 5–0         | 21–0            | 5–0             | 16–0   |           |
| 3   | Català FC         | 16 | 12 | 1  | 3  | 62 | 11 | +51 | 25  |               | 2–3   | 0–2                    | —                         | 1–1                | 4–1                   | 6–1              | 9–0         | (c/p)           | 13–0            |        |           |
| 4   | FC Barcelona      | 16 | 10 | 3  | 3  | 57 | 15 | +42 | 23  |               | 4–4   | 1–2                    | (c/p)                     | —                  | 10–0                  | 2–0              | 10–0        | 4–0             | (c/p)           |        |           |
| 5   | Salut SC          | 16 | 8  | 0  | 8  | 40 | 37 | +3  | 16  |               | 0–2   | 0–3                    | 0–7                       | 2–3                | —                     | 3–0              | 4–0         | s/d             | 6–0             |        |           |
| 6   | Joventut FC       | 16 | 5  | 1  | 10 | 22 | 57 | −35 | 11  |               | 2–5   | (c/p)                  | 0–9                       | 0–3                | 0–3                   | —                | 1–0         | 1–0             | 2–0             |        |           |
| 7   | FC Sant Gervasi   | 16 | 3  | 2  | 11 | 12 | 95 | −83 | 8   |               | 1–3   | 0–8                    | 0–3                       | 0–13               | 1–3                   | 3–3              | —           | 1–0             | 1–1             |        |           |
| 8   | FC X              | 16 | 1  | 1  | 14 | 2  | 35 | −33 | 3   |               | (c/p) | 0–2                    | 0–6                       | (c/p)              | 0–11                  | 0–3              | 0–1         | —               | 1–0             |        |           |
| 9   | Ibèric FC         | 16 | 0  | 2  | 14 | 4  | 70 | −66 | 2   |               | (c/p) | (c/p)                  | (c/p)                     | 1–4                | 0–5                   | 0–9              | 1–3         | 1–1             | —               |        |           |
| 10  | Ibèria SC         | 0  | 0  | 0  | 0  | 0  | 0  | 0   | 0   | (Nota)        |       |                        |                           |                    |                       |                  |             |                 |                 |        | —         |

## Resultats
| Jornada   | Data             | Local         |   | Visitant      |       | Resultat |       |
| --------- | ---------------- | ------------- | - | ------------- | ----- | -------- | ----- |
| 1         | 22 novembre 1903 | X             | - | Català        | 0     | -        | 6     |
| 1         | 22 novembre 1903 | Internacional | - | Espanyol      | 2     | -        | 6     |
| 1         | 22 novembre 1903 | Barcelona     | - | Salut         | 10    | -        | 0     |
| 1         | 22 novembre 1903 | Joventut      | - | Ibèric        | 2     | -        | 0     |
| 2         | 29 novembre 1903 | Sant Gervasi  | - | Català        | 0     | -        | 3     |
| 2         | 29 novembre 1903 | X             | - | Internacional | 0     | -        | 2     |
| 2         | 29 novembre 1903 | Joventut      | - | Barcelona     | 0     | -        | 3     |
| 2         | 29 novembre 1903 | Ibèric        | - | Salut         | 0     | -        | 5     |
| 3         | 6 desembre 1903  | Sant Gervasi  | - | X             | 1     | -        | 0     |
| 3         | 6 desembre 1903  | Barcelona     | - | Ibèric        | (c/p) | (c/p)    | (c/p) |
| 3         | 6 desembre 1903  | Salut         | - | Joventut      | 3     | -        | 0     |
| 3         | 6 desembre 1903  | Espanyol      | - | Català        | 2     | -        | 0     |
| 4         | 13 desembre 1903 | Ibèric        | - | Sant Gervasi  | 1     | -        | 3     |
| 4         | 13 desembre 1903 | Joventut      | - | X             | 1     | -        | 0     |
| 4         | 13 desembre 1903 | Internacional | - | Barcelona     | 1     | -        | 1     |
| 4         | 13 desembre 1903 | Salut         | - | Espanyol      | 0     | -        | 2     |
| 5         | 20 desembre 1903 | X             | - | Barcelona     | (c/p) | (c/p)    | (c/p) |
| 5         | 20 desembre 1903 | Sant Gervasi  | - | Internacional | 0     | -        | 8     |
| 5         | 20 desembre 1903 | Català        | - | Salut         | 4     | -        | 1     |
| 5         | 20 desembre 1903 | Ibèric        | - | Espanyol      | (c/p) | (c/p)    | (c/p) |
| 6         | 27 desembre 1903 | Ibèric        | - | X             | 1     | -        | 1     |
| 6         | 27 desembre 1903 | Català        | - | Barcelona     | 1     | -        | 1     |
| 6         | 27 desembre 1903 | Internacional | - | Joventut      | 5     | -        | 0     |
| 6         | 27 desembre 1903 | Espanyol      | - | Sant Gervasi  | 15    | -        | 1     |
| 7         | 3 gener 1904     | Barcelona     | - | Sant Gervasi  | 10    | -        | 0     |
| 7         | 3 gener 1904     | Espanyol      | - | Joventut      | 18    | -        | 0     |
| 7         | 3 gener 1904     | X             | - | Salut         | 0     | -        | 11    |
| 7         | 3 gener 1904     | Internacional | - | Català        | 1     | -        | 2     |
| 8         | 10 gener 1904    | Joventut      | - | Sant Gervasi  | 1     | -        | 0     |
| 8         | 10 gener 1904    | Espanyol      | - | X             | (c/p) | (c/p)    | (c/p) |
| 8         | 10 gener 1904    | Salut         | - | Internacional | 0     | -        | 3     |
| 8         | 10 gener 1904    | Català        | - | Ibèric        | 13    | -        | 0     |
| 9         | 17 gener 1904    | Salut         | - | Sant Gervasi  | 4     | -        | 0     |
| 9         | 17 gener 1904    | Internacional | - | Ibèric        | 16    | -        | 0     |
| 9         | 17 gener 1904    | Català        | - | Joventut      | 6     | -        | 1     |
| 10        | 17 febrer 1904   | Espanyol      | - | Barcelona     | 4     | -        | 1     |
| 11        | 31 gener 1904    | Salut         | - | Barcelona     | 2     | -        | 3     |
| 11        | 31 gener 1904    | Espanyol      | - | Internacional | 5     | -        | 0     |
| 11        | 31 gener 1904    | Català        | - | X             | (c/p) | (c/p)    | (c/p) |
| 11        | 17 abril 1904    | Ibèric        | - | Joventut      | 0     | -        | 9     |
| 12        | 7 febrer 1904    | Català        | - | Sant Gervasi  | 9     | -        | 0     |
| 12        | 7 febrer 1904    | Internacional | - | X             | 5     | -        | 0     |
| 12        | 7 febrer 1904    | Barcelona     | - | Joventut      | 2     | -        | 0     |
| 12        | 7 febrer 1904    | Salut         | - | Ibèric        | 6     | -        | 0     |
| 13        | 14 febrer 1904   | X             | - | Sant Gervasi  | 0     | -        | 1     |
| 13        | 14 febrer 1904   | Ibèric        | - | Barcelona     | 1     | -        | 4     |
| 13        | 14 febrer 1904   | Joventut      | - | Salut         | 0     | -        | 3     |
| 13        | 10 abril 1904    | Català        | - | Espanyol      | 2     | -        | 3     |
| 14        | 21 febrer 1904   | Sant Gervasi  | - | Ibèric        | 1     | -        | 1     |
| 14        | 21 febrer 1904   | Barcelona     | - | Internacional | 1     | -        | 2     |
| 14        | 21 febrer 1904   | Espanyol      | - | Salut         | 7     | -        | 2     |
| 14        | 27 març 1904     | X             | - | Joventut      | 0     | -        | 3     |
| 15        | 28 febrer 1904   | Barcelona     | - | X             | 4     | -        | 0     |
| 15        | 28 febrer 1904   | Internacional | - | Sant Gervasi  | 21    | -        | 0     |
| 15        | 28 febrer 1904   | Salut         | - | Català        | 0     | -        | 7     |
| 15        | 28 febrer 1904   | Espanyol      | - | Ibèric        | 9     | -        | 0     |
| 16        | 6 març 1904      | X             | - | Ibèric        | 1     | -        | 0     |
| 16        | 6 març 1904      | Barcelona     | - | Català        | (c/p) | (c/p)    | (c/p) |
| 16        | 6 març 1904      | Sant Gervasi  | - | Espanyol      | 1     | -        | 3     |
| 16        | 3 abril 1904     | Joventut      | - | Internacional | (c/p) | (c/p)    | (c/p) |
| 17        | 13 març 1904     | Sant Gervasi  | - | Barcelona     | 0     | -        | 13    |
| 17        | 13 març 1904     | Joventut      | - | Espanyol      | 2     | -        | 5     |
| 17        | 13 març 1904     | Salut         | - | X             | (s/d) | (s/d)    | (s/d) |
| 17        | 13 març 1904     | Català        | - | Internacional | 0     | -        | 2     |
| 18        | 20 març 1904     | Sant Gervasi  | - | Joventut      | 3     | -        | 3     |
| 18        | 20 març 1904     | X             | - | Espanyol      | (c/p) | (c/p)    | (c/p) |
| 18        | 20 març 1904     | Internacional | - | Salut         | (c/p) | (c/p)    | (c/p) |
| 18        | 20 març 1904     | Ibèric        | - | Català        | (c/p) | (c/p)    | (c/p) |
| 19        | 25 març 1904     | Sant Gervasi  | - | Salut         | 1     | -        | 3     |
| 19        | 25 març 1904     | Ibèric        | - | Internacional | (c/p) | (c/p)    | (c/p) |
| 19        | 25 març 1904     | Joventut      | - | Català        | 0     | -        | 9     |
| C. Torino | 17 abril 1904    | Internacional | - | Català        | 4     | -        | 0     |
| 20        | 24 abril 1904    | Barcelona     | - | Espanyol      | 4     | -        | 4     |
|           |                  |               |   |               |       |          |       |

Notes
- Jornada 3: Ibèric cedí els punts en presentar un equip incomplet.[5]
- Jornada 5: X i Ibèric cediren els punts.
- Jornades 8 i 11: X cedí els punts.
- Jornada 11: el partit Ibèric-Joventut jugat el 31 de gener (1-6), fou anul·lat per alineació indeguda del Joventut, disputant-se un nou partit el 17 d'abril (0-9).[6]
- Jornada 15: Sant Gervasi només presentà 8 jugadors.[7]
- Jornada 16: Barcelona i Joventut cediren els punts.
- Jornada 17: victòria del Salut però sense dades del resultat exacte.[8] El partit Català-Internacional es jugà en terreny de l'Espanyol, per decisió de l'Associació.[9]
- Jornada 18: X, Salut i Ibèric cediren els punts.
- Jornada 19: Ibèric cedí els punts.
- Jornada 20: jugat al camp de l'Espanyol.[10]

## Golejadors
| 15 | Carles Comamala       | FC Barcelona     |  |  |  |
| 12 | Romà Forns            | FC Barcelona     |  |  |  |
| 10 | Bernat Lassaletta     | FC Barcelona     |  |  |  |
| 9  | Josep Quirante        | FC Barcelona     |  |  |  |
| 4  | Udo Steinberg         | FC Barcelona     |  |  |  |
| 2  | Stanley Harris        | FC Barcelona     |  |  |  |
| 2  | Àngel Ponz            | Club Espanyol    |  |  |  |
| 2  | Arthur Witty          | FC Barcelona     |  |  |  |
| 2  | Emili Sampere         | Club Espanyol    |  |  |  |
| 2  | Joaquín Cenarro       | Club Espanyol    |  |  |  |
| 1  | Schooter              | FC Barcelona     |  |  |  |
| 1  | Victoriano de la Riva | Club Espanyol    |  |  |  |
| 1  | Julià Mora            | Club Espanyol    |  |  |  |
| 1  | Camilo Balat          | Català FC        |  |  |  |
| 1  | Virgilio Da Costa     | FC Barcelona     |  |  |  |
| 1  | George Meyer          | FC Barcelona     |  |  |  |
| 1  | Saucedo               | FC Internacional |  |  |  |

Nota
- Només hi ha dades de gols marcats pel Barcelona i l'Espanyol, a més d'un gol de Balat i un de Saucedo al partit de desempat.